# Anthurium dombeyanum
Anthurium dombeyanum är en kallaväxtart som beskrevs av Adolphe-Théodore Brongniart och Adolf Engler. Anthurium dombeyanum ingår i släktet Anthurium och familjen kallaväxter. Inga underarter finns listade.